# Amir Perec
Amir Perec (hebrejsky עמיר פרץ‎, arabsky عمير بيريتز‎; *‎ 9. března 1952 Boujad, Maroko) je izraelský politik Strany práce, později za stranu ha-Tnu'a, poslanec Knesetu. V letech 2013 až 2014 zastával funkci ministra ochrany životního prostředí v izraelské vládě.

## Historie
Poslancem je již od roku 1988, do roku 2012 za Stranu práce. Během této doby byl v letech 1995 až 2006 předsedou odborových svazů Histadrutu. V listopadu 2005 porazil v primárkách Strany práce Šimona Perese a stal se předsedou. Stranu vedl do parlamentních voleb v roce 2006, ve kterých se umístila na druhém místě, po straně Kadima. Strana práce se následně stala součástí Olmertovy vlády, v níž zastával funkci ministra obrany. V primárkách v červnu 2007 prohrál souboj s Ehudem Barakem a po druhé libanonské válce rezignoval na post ministra obrany.
Poslanecký mandát obhájil rovněž ve volbách v roce 2015, nyní za Sionistický tábor (aliance Strany práce a ha-Tnu'a).